# 雷蒙德·赫尔曼
雷蒙德·赫尔曼（德語：Raimund Hörmann，1957年5月27日—），德国男子赛艇运动员。他曾代表西德参加1984年夏季奥林匹克运动会赛艇比赛，联同阿尔贝特·黑德里希、迪特尔·维登曼和米夏埃尔·迪施获得男子四人双桨金牌。